# Kramelau
Kramelau (polnisch Kromołów) ist ein Ort in der Gemeinde Walzen (Walce) im Powiat Krapkowicki der Woiwodschaft Opole (Oppeln) in Polen.

## Geographie
Das Angerdorf Kramelau liegt vier Kilometer nordwestlich von Walzen, acht Kilometer südlich von Krapkowice (Krappitz) und 30 Kilometer südlich von Opole (Oppeln) in der Nizina Śląska (Schlesische Tiefebene) an der Swornica.
Ortsteil von Kramelau ist der Weiler Czerniów (Dornhäuser).
Nachbarorte von Kramelau sind im Norden Broschütz (Brożec), im Süden Zabierzau (Zabierzów) und im Südwesten Schwärze (Ćwiercie).

## Geschichte

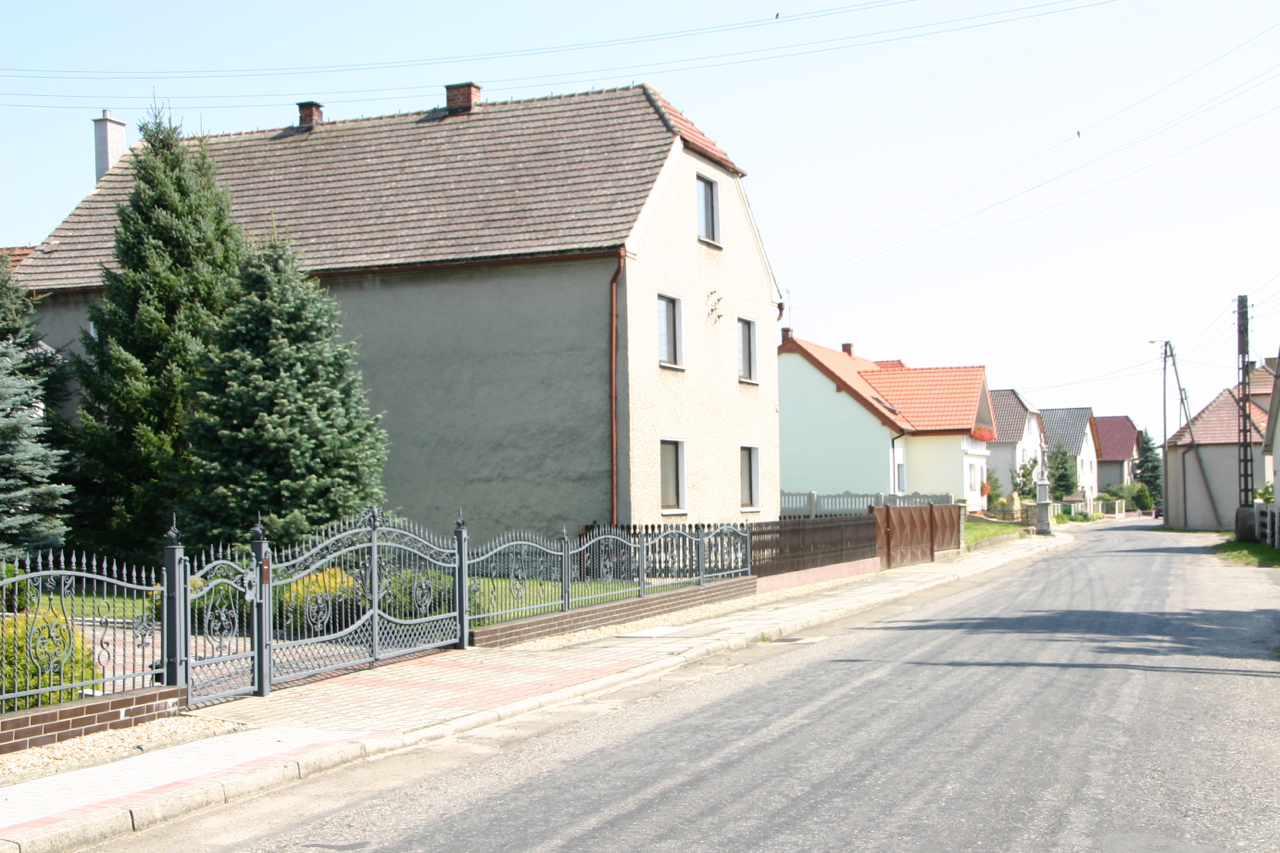
Ortspartie

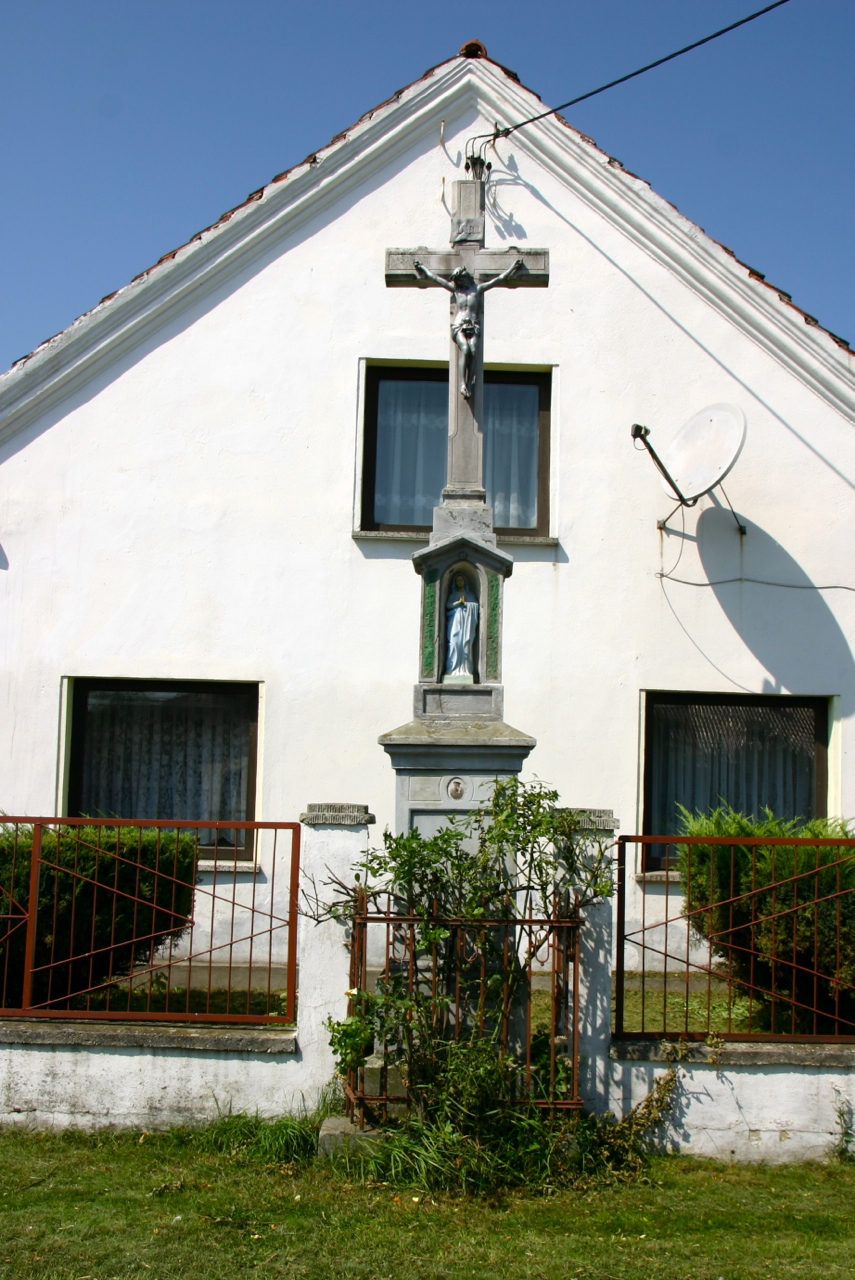
Wegekreuz

Kramelau wurde am 19. April 1193 erstmals urkundlich erwähnt. 1312 folgte eine Erwähnung als Kramulowitz und die Nennung des Ortsvorstehers Peter der Lahme. 1534 erfolgte eine Erwähnung als Kramolow.
Nach der Neuorganisation der Provinz Schlesien gehörte die Landgemeinde Kramelau ab 1816 zum Landkreis Neustadt O.S. im Regierungsbezirk Oppeln. 1845 bestanden im Ort ein Vorwerk, eine Wassermühle, ein Kretscham und 71 Häuser. Im gleichen Jahr lebten in Kramelau 372 Menschen, allesamt katholisch. 1862 wurde die erste Schule eröffnet. 1865 zählte Kramelau 506 Einwohner, 29 Bauern, 2 Gärtner und 42 Häusler. Die katholische Schule zählte im gleichen Jahr 105 Schüler. Eingepfarrt waren die Bewohner nach Broschütz. 1874 wurde der Amtsbezirk Broschütz gegründet, welcher die Landgemeinden Broschütz, Grocholub und Kramelau und die Gutsbezirke Broschütz und Grocholub umfasste.
Bei der Volksabstimmung in Oberschlesien am 20. März 1921 stimmten 397 Wahlberechtigte für einen Verbleib bei Deutschland und 31 für Polen. Kramelau verblieb beim Deutschen Reich. 1933 lebten im Ort 635 Einwohner. 1939 hatte der Ort 646 Einwohner. Bis 1945 befand sich der Ort im Landkreis Neustadt O.S.
1945 kam der bisher deutsche Ort unter polnische Verwaltung und wurde in Kromołów umbenannt und der Woiwodschaft Schlesien angeschlossen. 1950 kam der Ort zur Woiwodschaft Oppeln. 1999 kam der Ort zum wiedergegründeten Powiat Krapkowicki. Am 4. April 2006 wurde in der Gemeinde Walzen, der Kramelau angehört, Deutsch als zweite Amtssprache eingeführt und am 3. Juni 2009 erhielt der Ort zusätzlich den amtlichen deutschen Ortsnamen Kramelau. 2006 zählte der Ort 469 Einwohner.

## Sehenswürdigkeiten
- Kapelle mit Gefallenendenkmal
- Steinerne Wegekreuze

## Vereine
- Deutscher Freundschaftskreis
- Fußballverein LZS Kromołów